# 三共光学工業
三共光学工業株式会社 (さんきょうこうがくこうぎょう）は、東京都荒川区に本社を置く、高性能の光学機器用レンズを製造する会社である。
製造拠点工場は秋田県内に4工場がある。

## 事業内容
各種大口径・小径レンズ、産業機器用特種レンズ、シリンドリカルレンズ、Ge,Siレンズ、ボールレンズ、インテグレーターレンズ、ハエの目レンズ、プリズム、セラミックスレンズ、金型の製造。

### 人工衛星「ひので」へのレンズ搭載
2006年9月に日本・アメリカ・イギリスの共同開発により製造・打ち上げがされた太陽観測衛星「ひので」に搭載されたのは、三共光学の秋田県内の工場が製造した、「可視光磁場望遠鏡 (SOT)」の微調整用のレンズであった。これはわずかにぼやけた画像を鮮明にするための石英ガラスのレンズであり、直径は6cm、厚さは1cm、そして表面に30ナノメートルのでこぼこがあるものである。望遠鏡の設計・製作を担当したジェネシア社から受注し、レンズ仕様書にある鞍状の複雑な形状を、研磨機やレーザー測定器、そして指先の感覚を駆使したナノレベルの技術によって製造した。2007年5月には宇宙航空研究開発機構より、高解像度観測の実現、太陽物理学の推進へ貢献したとして感謝状が贈られた。

## 所在地
本社
- 東京都荒川区東尾久5-20-3

仙南工場
- 秋田県仙北郡美郷町金沢字長岡森8-8

太田工場
- 秋田県大仙市太田町三本扇字一本木18-1

大森工場
- 秋田県横手市大森町板井田字下田9-4

仙北工場
- 秋田県大仙市払田字早坂96

## 沿革
- 1929年 - 東京都荒川区にて創業
- 1949年 - 「三共光学工業株式会社」に改組。
- 1967年 - 誘致企業として秋田県内に工場を開設（旧仙南村。三共光学秋田レンズ工場）
- 1970年 - 「秋南光学株式会社」設立
- 1973年 - 旧仙北町に三共光学仙北工場を開設
- 1984年 - 「大森精器株式会社」設立
- 2000年 - 環境ISO14001取得
- 2002年 - 「三共光学工業（株）」、「大森精器（株）」、「秋南光学（株）」の統合合併
- 2005年 - 品質ISO9001取得

### 関連会社の沿革
秋南光学株式会社（消滅）
- 1970年 - 「秋南光学株式会社」設立
- 2002年 - 「三共光学工業（株）」、「大森精器（株）」、「秋南光学（株）」との統合合併により消滅。

大森精器株式会社（消滅）
- 1984年 - 「大森精器株式会社」設立
- 2002年 - 「三共光学工業（株）」、「大森精器（株）」、「秋南光学（株）」との統合合併により消滅。